# Porsche Cayenne I
Le Porsche Cayenne (Type 9PA) est un SUV Routier du constructeur automobile allemand Porsche. Il est produit de 2002 à 2010 et restylé en 2007. Durant cette période, Porsche modifie l'esthétique et les motorisations. Ils sont remplacés en 2010 par le Type 92A. Le 9PA est la première génération du Cayenne.

## Historique
- Mi-2002 : présentation du véhicule.
- Décembre 2002 : lancement de la production de la phase I (version 955).
- Mars 2003 : lancement de la commercialisation.
- 2007 : lancement de la phase II (version 957).
- Mai 2010 : arrêt de la production et commercialisation.

### Phase 1 - Version 955
Premier Cayenne, la version 955 est donc construit sur une plateforme commune avec le Volkswagen Touareg et l'Audi Q7 pour des raisons de coûts. En revanche, Porsche développe en interne le moteur V8 de 4,5 litres qui animera le Cayenne et qui sera décliné en différents niveaux de puissance selon les versions. Le V8 développe ainsi 340 chevaux sur le Cayenne S et 450 chevaux sur la version Turbo qui sera ensuite coiffée par la version Turbo S portée à 521 chevaux. 
La gamme est ensuite élargie en 2004 par un moteur moins puissant : le V6 de 250 chevaux. 
Techniquement, le Cayenne 955 reprend des éléments déjà étrennés par la sportive 911, mais adaptés aux dimensions, masses et utilisations du Cayenne. Par exemple, le cas du système Variocam de régulation des arbres à cames, la suspension active contrôlée électroniquement appelée PASM (Porsche Active Suspension Management) ainsi que la boîte de vitesses automatique Tiptronic S renforcée. Concernant la boîte de vitesses, la première génération du Cayenne sera la seule à pouvoir être dotée d'une transmission manuelle. 
Porsche veille également à doter le Cayenne d'une réelle capacité de franchissement en tout-terrain.

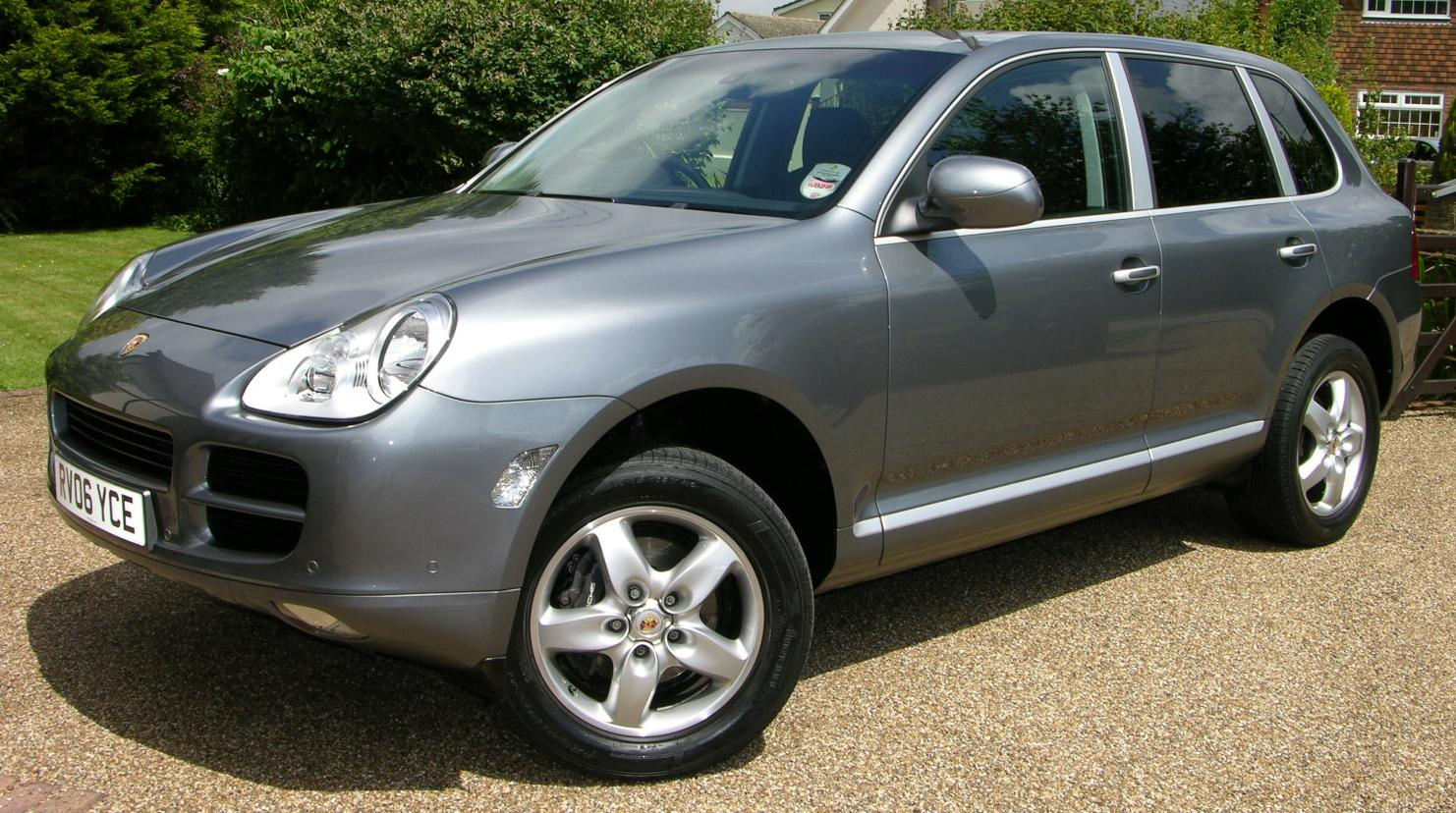
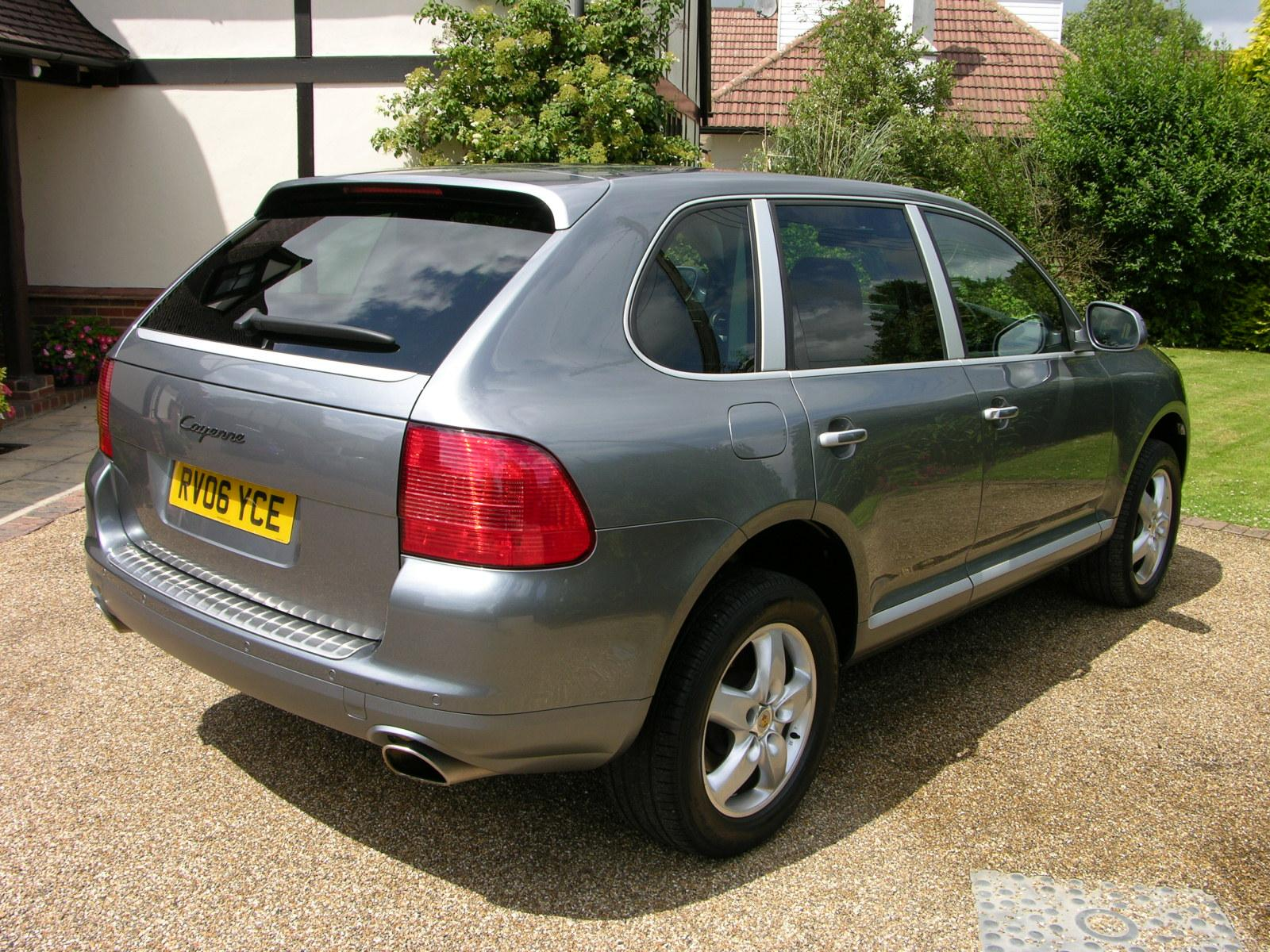

Il est produit de fin 2002 à 2007.

### Phase 2 - Version 957
Introduit à partir de 2007, la seconde phase du Cayenne de première génération est dénommée 957 et constitue une amélioration de la précédente phase.
La gamme est inchangée, mais les niveaux de puissance sont augmentés grâce à l'apparition de l'injection directe. Le Cayenne S passe ainsi à 385 chevaux et la Turbo S est poussé à 550 chevaux. Lors du Salon international de l'automobile de Genève, Porsche présente un Cayenne diesel munit par le 3.0 V6 TDi VAG développant 240 ch  qui sera accueilli tièdement par les puristes de la marque. Une nouvelle version fait également son apparition : le Cayenne GTS possède toujours le même V8 que le reste de la gamme, mais porté à 405 chevaux tandis que sa suspension est rabaissée et qu'il arbore des éléments stylistiques spécifiques. 
La deuxième phase du Cayenne étrenne également le système actif de contrôle du roulis en virage (PDCC) qui stabilise la voiture lors de courbes rapides.
Il fut produit de 2007 à mai 2010.

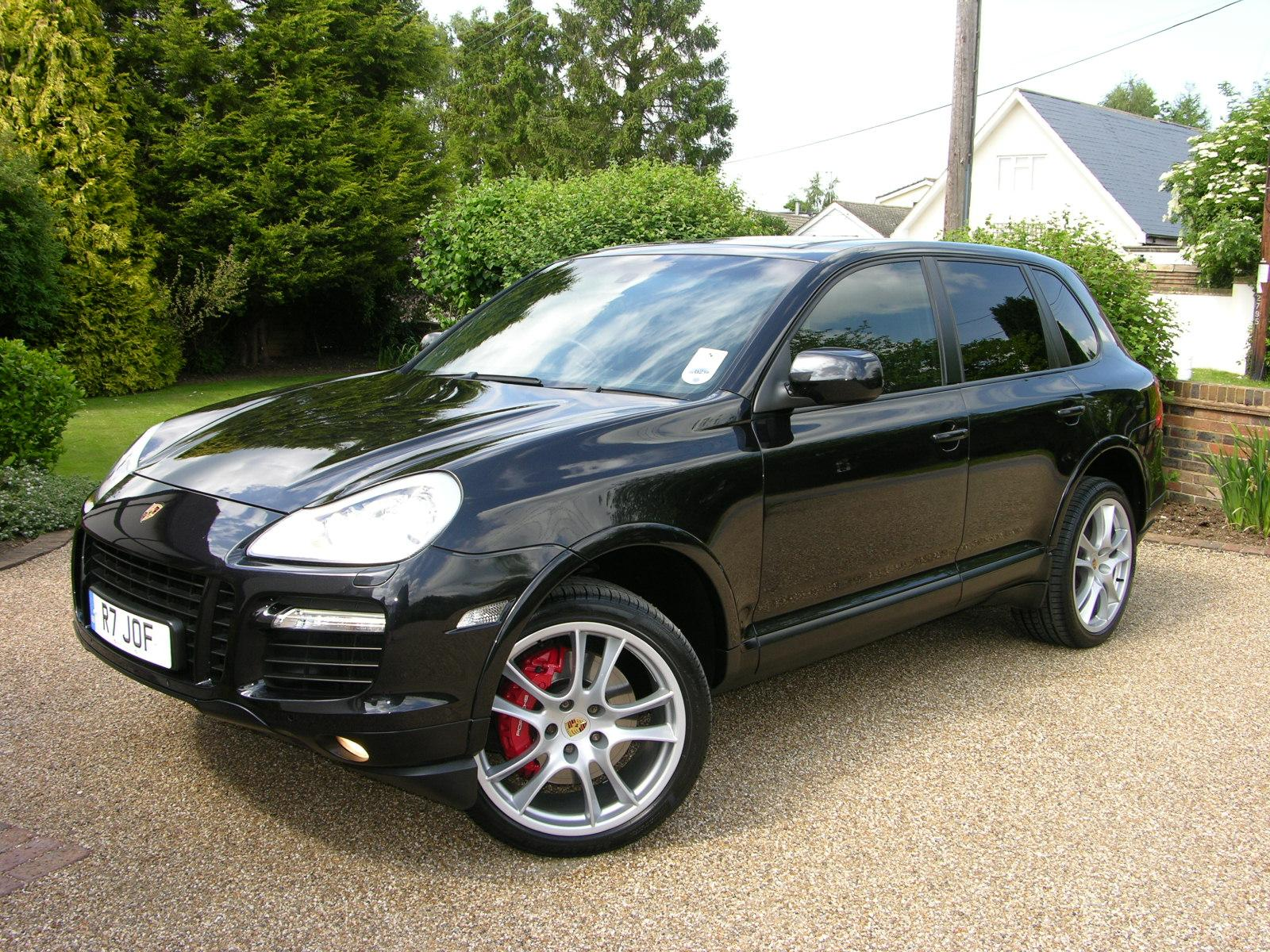
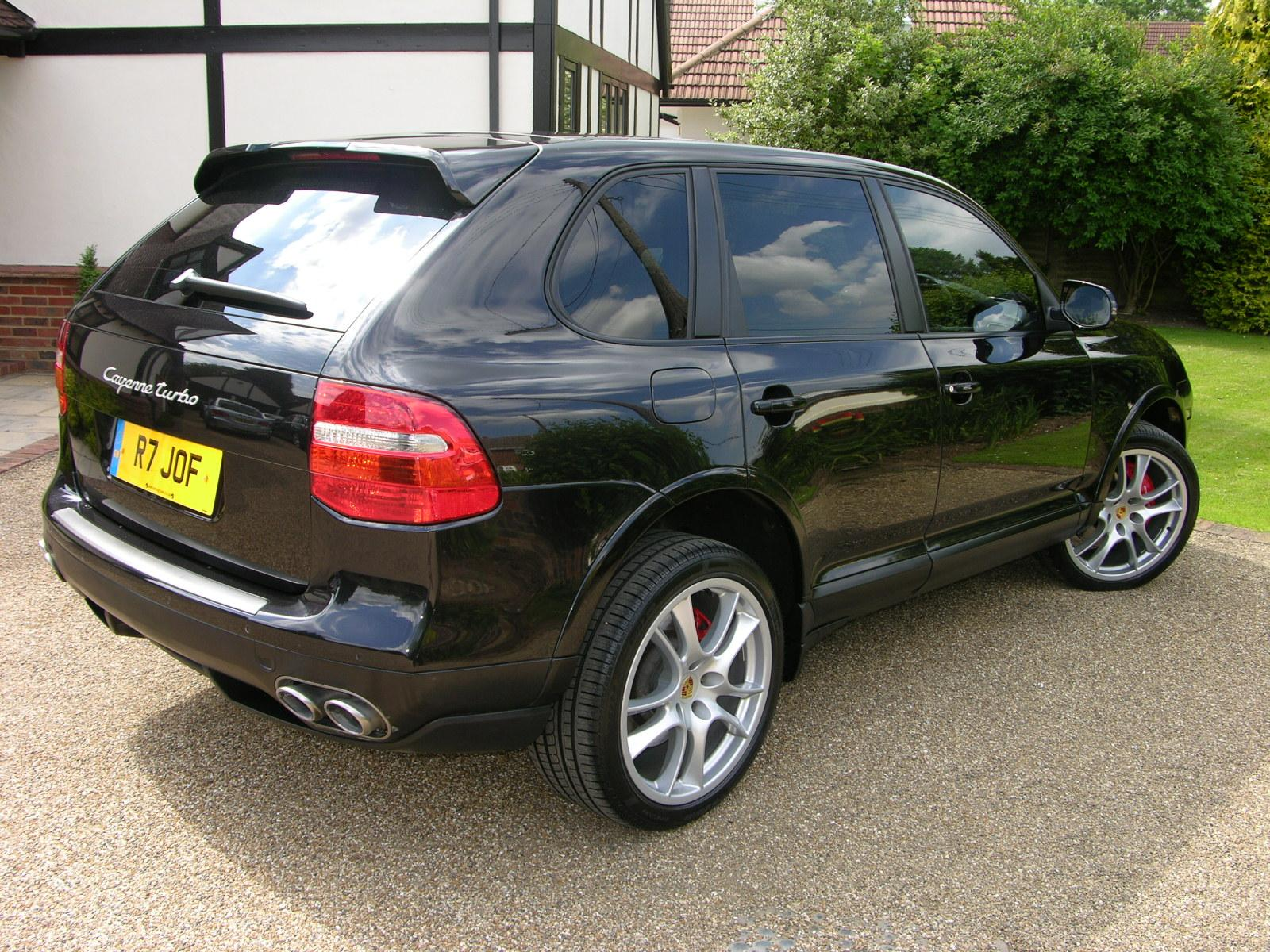

## Les différentes versions
|                    | 12/2002 - 2003 | 2004              | 2005            | 2006           | 2007     | 2008     | 2009     | 2010    |
| Phase I            | Phase I        | Phase I           | Phase I         | Phase II       | Phase II | Phase II | Phase II |         |
| Cayenne (Type 9PA) | Cayenne        | Cayenne           | Cayenne         | Cayenne        | Cayenne  | Cayenne  | Cayenne  | Cayenne |
| Cayenne (Type 9PA) | Cayenne S      |                   |                 |                |          |          |          |         |
| Cayenne (Type 9PA) | Cayenne Turbo  |                   |                 |                |          |          |          |         |
| Cayenne (Type 9PA) |                | Cayenne Turbo WLS |                 |                |          |          |          |         |
| Cayenne (Type 9PA) |                |                   | Cayenne Turbo S |                |          |          |          |         |
| Cayenne (Type 9PA) |                |                   |                 | Cayenne diesel |          |          |          |         |
| Cayenne (Type 9PA) |                |                   |                 | Cayenne GTS    |          |          |          |         |

Légende couleur : Essence ; Diesel

### Version spécifiques

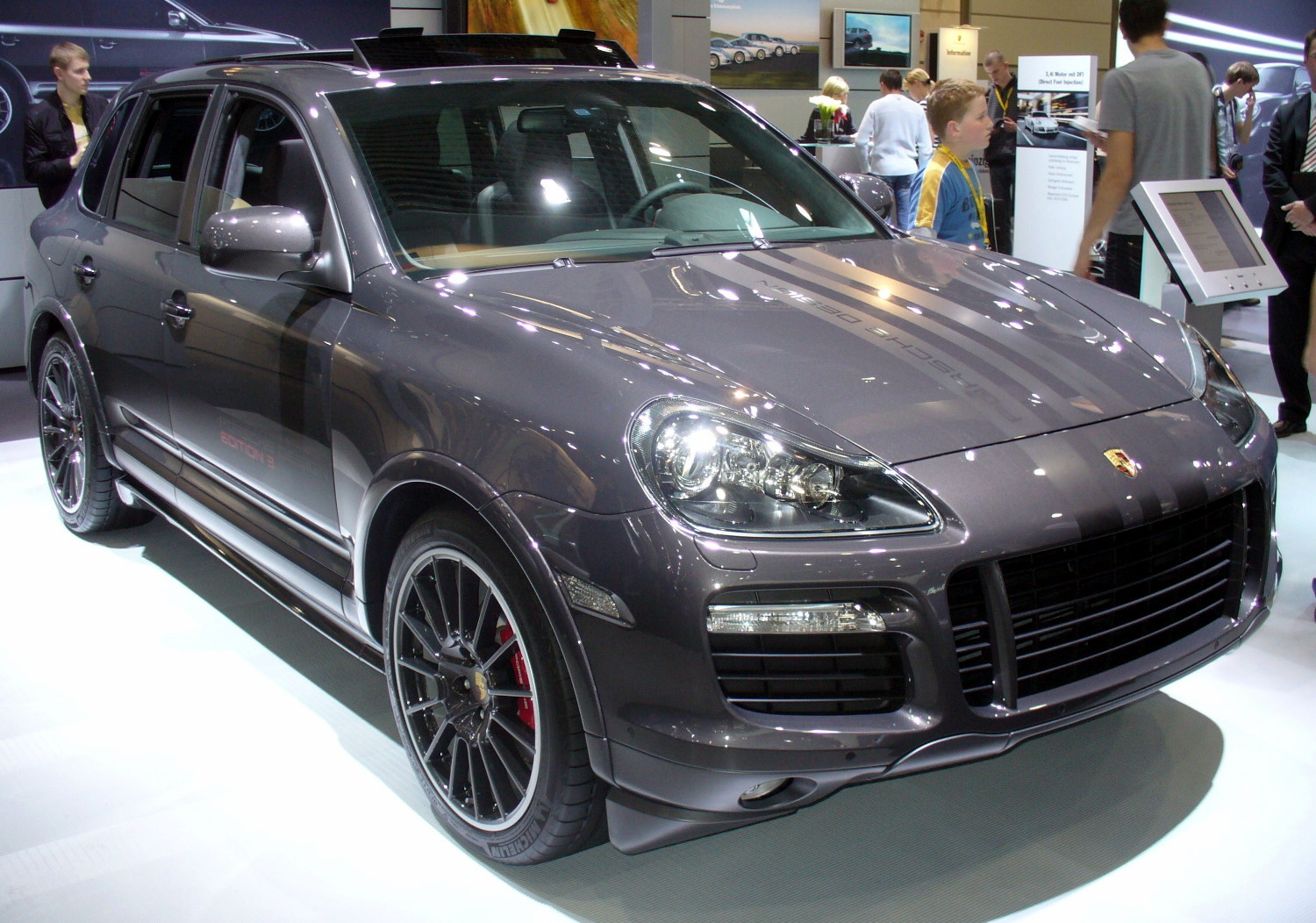
Porsche Cayenne GTS - Design Edition 3.

Cayenne Turbo WLS
Cayenne GTS

## Caractéristiques

### Motorisations

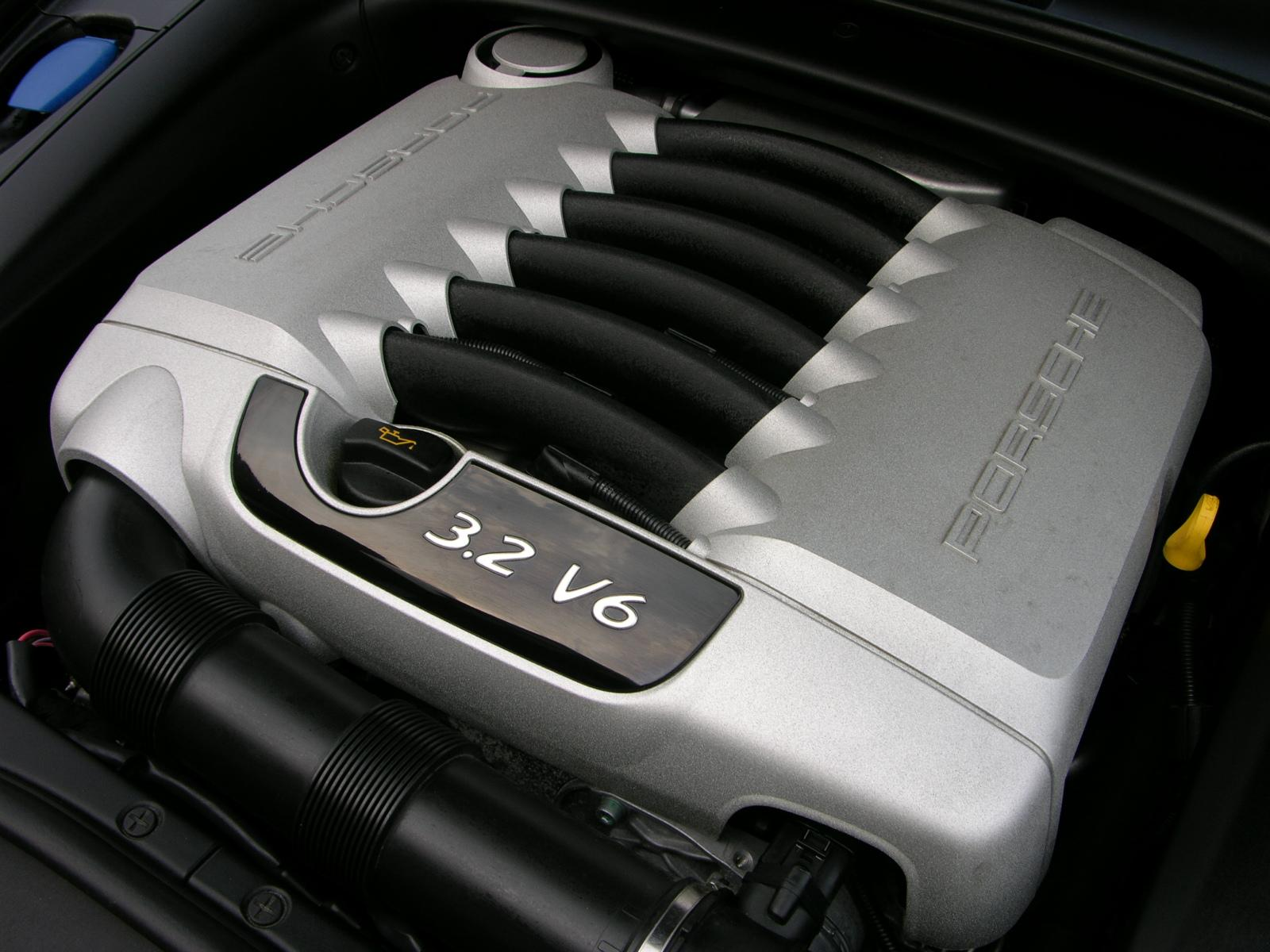
Moteur VR6 Volkswagen de 3,2 L.

Le Cayenne Type 9PA a eu quatre motorisations différentes de six et huit cylindres lors de son lancement (essence uniquement). Elle en a eu en tout seize de disponible dont dix en essence et six en diesel. Plus aucune ne sont plus disponibles car plus commercialisées.
| Modèle                                              | Construction | Moteur + Nom         | Cylindrée         | Performance                    | Couple                       | 0 à 100 km/h | Vitesse maxi | Consommation + CO2     |
| Cayenne (boite manuelle 6 + réducteur)              | 2004 - 2007  | VR6 à 15° Volkswagen | 3 189 cm3 (3,2 L) | 176 kW (250 ch) à 6 000 tr/min | 316 N m à 2 500–5 500 tr/min | 9,1 s        | 214 km/h     | 13,2 L/100 km 317 g/km |
| Cayenne (boite manuelle 6 + réducteur)              | 2007 - 2010  | VR6 à 15° Volkswagen | 3 598 cm3 (3,6 L) | 213 kW (290 ch) à 6 200 tr/min | 335 N m à 3 000 tr/min       | 8,1 s        | 227 km/h     | 12,9 L/100 km 310 g/km |
| Cayenne S (boite manuelle 6 + réducteur)            | 2003 - 2007  | V8 à 90° .           | 4 511 cm3 (4,5 L) | 250 kW (340 ch) à 6 000 tr/min | 428 N m à 2 250–5 500 tr/min | 6,8 s        | 242 km/h     | 14,9 L/100 km 380 g/km |
| Cayenne S (boite automatique 6 + réducteur)         | 2003 - 2007  | V8 à 90° .           | 4 511 cm3 (4,5 L) | 250 kW (340 ch) à 6 000 tr/min | 428 N m à 2 250–5 500 tr/min | 8,0 s        | 230 km/h     | 14,2 L/100 km 324 g/km |
| Cayenne S (boite automatique 6 + réducteur)         | 2007 - 2010  | V8 à 90° .           | 4 806 cm3 (4,8 L) | 283 kW (385 ch) à 6 200 tr/min | 500 N m à 3 500 tr/min       | 6,6 s        | 252 km/h     | 14,9 L/100 km 358 g/km |
| Cayenne GTS (boite automatique 6 + réducteur)       | 2008 - 2010  | V8 à 90° .           | 4 806 cm3 (4,8 L) | 298 kW (405 ch) à 6 500 tr/min | 500 N m à 3 500 tr/min       | 6,1 s        | 253 km/h     | 15,1 L/100 km 361 g/km |
| Cayenne Turbo (boite automatique 6 + réducteur)     | 2003 - 2007  | V8 à 90° .           | 4 511 cm3 (4,5 L) | 331 kW (450 ch) à 6 000 tr/min | 620 N m à 2 250–4 750 tr/min | 5,7 s        | 262 km/h     | 15,7 L/100 km 378 g/km |
| Cayenne Turbo (boite automatique 6 + réducteur)     | 2007 - 2010  | V8 à 90° .           | 4 806 cm3 (4,8 L) | 368 kW (500 ch) à 6 000 tr/min | 700 N m à 4 500 tr/min       | 5,1 s        | 275 km/h     | 14,9 L/100 km 358 g/km |
| Cayenne Turbo WLS (boite automatique 6 + réducteur) | 2005 - 2007  | V8 à 90° .           | 4 511 cm3 (4,5 L) | 368 kW (500 ch) à 6 000 tr/min | 700 N m à 2 250–4 500 tr/min | 5,3 s        | 270 km/h     | 15,7 L/100 km 378 g/km |
| Cayenne Turbo S (boite automatique 6 + réducteur)   | 2006 - 2007  | V8 à 90° .           | 4 511 cm3 (4,5 L) | 383 kW (521 ch) à 5 000 tr/min | 735 N m à 2 750–3 750 tr/min | 5,2 s        | 270 km/h     | 15,7 L/100 km 378 g/km |
| Cayenne Turbo S (boite automatique 6 + réducteur)   | 2008 - 2010  | V8 à 90° .           | 4 806 cm3 (4,8L)  | 404 kW (550 ch) à 6 000 tr/min | 750 N m à 2 250–4 500 tr/min | 4,8 s        | 280 km/h     | 14,9 L/100 km 358 g/km |

| Modèle                                 | Construction | Moteur + Nom | Cylindrée         | Performance                          | Couple                       | 0 à 100 km/h | Vitesse maxi | Consommation + CO2    |
| Cayenne (boite manuelle 6 + réducteur) | 2009 - 2010  | V6 .         | 2 967 cm3 (2,9 L) | 176 kW (240 ch) à 4 000–4 400 tr/min | 550 N m à 2 000–2 250 tr/min | 8,3 s        | 214 km/h     | 9,3 L/100 km 244 g/km |

### Mécanique
Grâce à ses quatre roues motrices sophistiquées avec verrouillage de l'arbre de transmission et ses suspensions pneumatiques (optionnel), il présente de bonnes propriétés de terrain. Toutefois, les pneus à profil bas limitent considérablement les capacités hors route.

## Porsche Cayenne S Hybrid Concept
Lors de l'IAA 2007, Porsche présente, en même temps que la phase II (version 957), un Cayenne S à propulsion hybride.

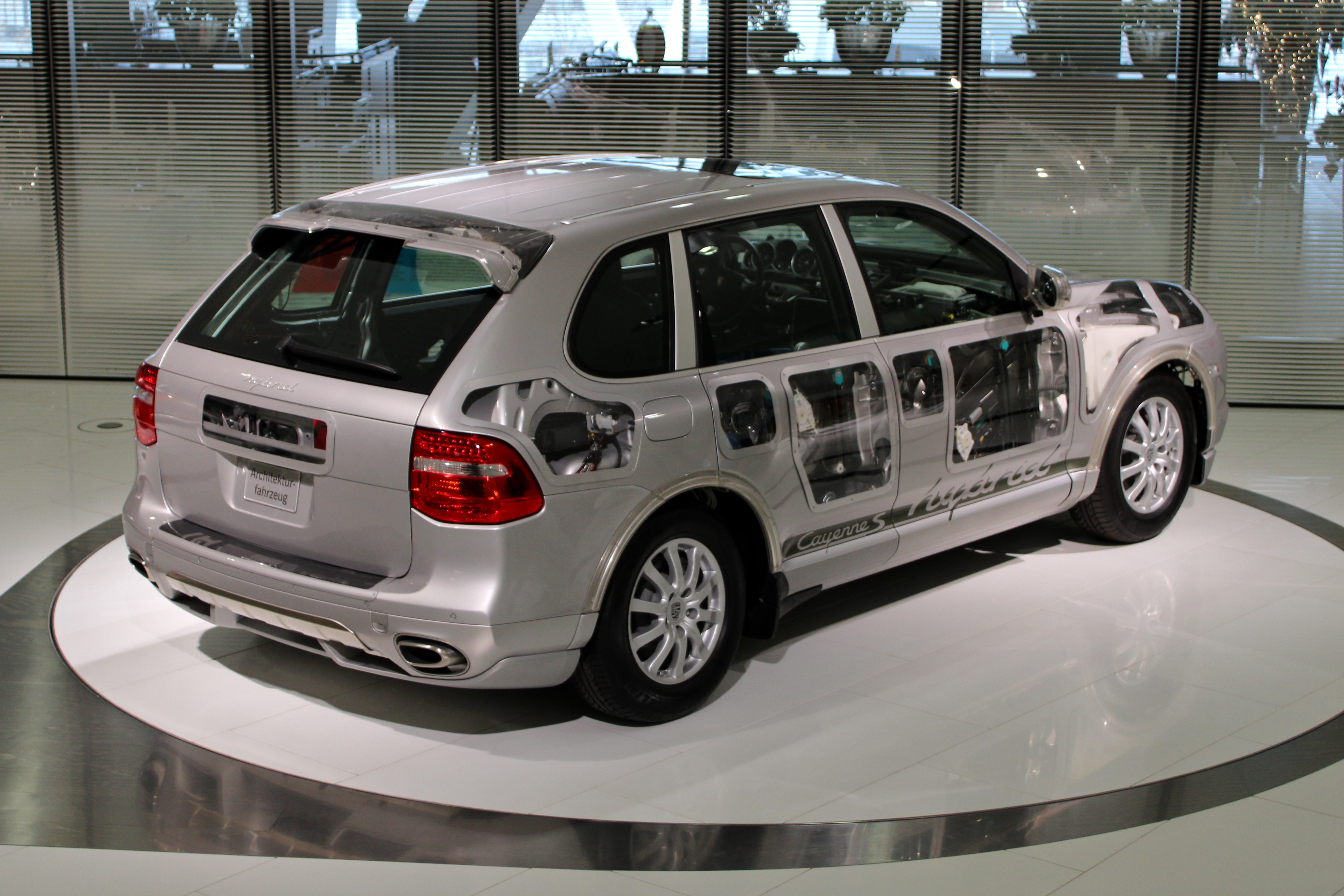
Porsche Cayenne S Hybrid Concept.

## Critiques
Le Cayenne a une émission de CO2 allant jusqu'à 378 grammes par kilomètre et une consommation maximale de 66,7 litres aux 100 kilomètres (véhicule d'essai : Cayenne Turbo S à plein régime). En Norvège, le Cayenne S est donc soumis à une taxe d'inscription de plus de 50 000 euros. En 2007, Greenpeace surnomma le Cayenne comme « porc climatique » et en déguisa un et protestèrent devant les portes de l'usine Porsche à Stuttgart.

## Anecdotes
- Le Cayenne Turbo 955 est jouable dans le jeu vidéo 007 : Quitte ou double[10].